# دنیاگیری کووید-۱۹ در پرتغال
دنیاگیری کووید-۱۹ در پرتغال بخشی از دنیاگیری بیماری کروناویروس ۲۰۱۹ در جهان است. اولین موردهای تأیید شده در پرتغال در ۲ مارس ۲۰۲۰ در شهر پورتو اعلام شد. آنها یک پزشک ۶۰ ساله که به شمال ایتالیا سفر کرده بود و یک مرد ۳۳ ساله که در اسپانیا کار میکند بودند.